# Viphyus
Viphyus is een geslacht van rechtvleugeligen uit de familie krekels (Gryllidae). De wetenschappelijke naam van dit geslacht is voor het eerst geldig gepubliceerd in 1988 door Otte.

## Soorten
Het geslacht Viphyus omvat de volgende soorten:
- Viphyus bifasciatus Chopard, 1968
- Viphyus livingstonei Otte, 1988
- Viphyus victorinoxi Otte, 1988